# موضوع (موقع ويب)
مَوضُوع (بالإنجليزية: Mawdoo3)‏ هو موقع ويب شامل ينشر مقالاته باللغة العربيّة، ويستخدم نظام الويكي، وقد تأسس عام 2010 على يد محمد جبر ورامي القواسمي كمبادرة حازت وقتها على المركز الأوَّل في جائزة المَلكة رَانِيا الوَطنيَّة للرِّيَادَة عن فئة الجامعات والأكاديميِّين لعام 2011. كما أنه يتخصص بتقديم المحتوى العربي، وهذا ما جعله أوّل موقع عربي في العالم يزوره شهريّاً أكثر من 42 مليون مستخدم فريد.
هَدفَ موقع «موضوع» إلى توسيع المحتوى العربي على الإنترنت بسرعةٍ من خلال مكتبته التي تضمّ أكثر من 120 ألف مقالٍ حتى عام 2020؛ حيث تشمل المقالات جميع الجوانب المختلفة لأنواع المعرفة الإنسانية، وهي مكتوبة بلغة عربية ومبسّطة لتُساعد مستخدمي الإنترنت في جميع أنحاء العالم.
بدأ موقع «مَوضُوع» رحلته في مجال الذكاء الاصطناعي، وركّز بشكلٍ خاص على منتجات المعالجة الطبيعية للغة العربية القادرة على تغطية جميع اللهجات المتفرّعة عن العربية، وبناء عناصر لمساعد رقمي خاص بـ«مَوضُوع»، الذي أطلقَ عليه اسم «سلمى»، والتي أعلن عنها في مارس 2018 في مؤتمر لينكس 2018.

## تاريخها

### التأسيس
بدأت فكرة موسوعة موضوع على يد الطَّبيب محمَّد جبر وذلك أثناء دراسته للطبِّ في الجامعة الهاشمية في الأردن، حيث يقول: «بدأتُ فكرة المشروع أواخر عام 2009 من خلال قراءة كتاب حول التسويق الإلكتروني خلال إجازة الصَّيف، مما دفعني للمزيد من القراءة في هذا المجال فقمتُ بشراء ثلاثة كتب متخصِّصة من الخارج وقراءتها، والتي كشفت لي أنَّ هناكَ فرصة لبناء مشروع ريادي عربيّ لتطوير خدمة تحليل الكلمات المفتاحيَّة، وأنَّ اللغة العربية تفتقر إلى الكثير من خدمات التَّسويق الإلكتروني».
كان التأسيسُ الأوليُّ في عام 2010 على يد محمَّد جبر وصديقه رامي القَواسمِي، وكانا يهدفان إلى «ملء الفجوة الهائلة بين عدد المتحدّثين باللغة العربية والمحتوى العربي المُتاح على الإنترنت»، حيثُ كان الاعتماد على مال المؤسِّسين الشخصيِّ بالإضافة إلى العائلة والأصدقاء، حصل الموقع في عام 2011 على المركز الأول في جائزة الملكة رانيا الوطنيَّة للرِّيادة عن فئة الجامعات والأكاديميين، وتسلّم الجائزة محمَّد جبر نيابةً عن الموسوعة. تمّ إطلاق الموقع رسميًّا في عام 2012.

### الاستثمارات والشراكات
في شهر آب/أغسطس من العام 2015 تمّ تمويل شركة «مَوضُوع» بمبلغ 1.5 مليون دولار في جولة التمويل أ من قبل المُستثمر «إيكويترست» (بالإنجليزية: EquiTrust)‏ في دبي نتيجة زيادة عدد الزيارات للموقع بشكل ملحوظ؛ بحيث وصلت لأكثر من 20 مليون زيارة شهريًا منها 12 مليون زيارة فريدة، ومن الجدير ذكره أنّ غالبية الزيارات للموقع هي من المملكة العربية السعودية، تليها مصر، والأردن.
بالإضافة للشراكة الماليّة، عقدت الموسوعة اتِّفاقيَّات شراكة لزيادة المحتوى مع عددٍ من الناشرين والمؤسَّسات التي تقدّم لها محتوى ذات جودة عالية، من تلك المؤسسات كانت جامعة مؤتة، ومركز الملكة رانيا للريادة، وأكاديميّة العالم الإسلاميّ للعلوم، وبوابة المرجع الطبيّ «الطبيّ.كوم»، وموقع القاموس التقنيّ «أرابتيرم.كوم».

### النمو والتطور
في بداية عام 2016 تمّ الإعلان على أنّ موقع «مَوضُوع» هو أوّل موقع عربي في العالم مع ما يُقارب 17 مليون مستخدم، وفي بداية عام 2017 تأسّس قسم الذكاء الاصطناعي لدى «مَوضُوع»، وهو قسم تابع للموقع الذي كانت مهمّته إنشاء مساعد رقمي يتحدث باللغة العربية، ويُجيب عن جميع الأسئلة أو تساؤلات المطروحة عليه. وفي عام 2018، أُعلن أن موقع «مَوضُوع» قد وصل إلى 42 مليون مستخدم فريد شهرياً محقّقاً بذلك معدّل نمو يبلغ حوالي 43% مما كان عليه في عام 2016.

## الذكاء الاصطناعي
أطلق موقع «مَوضُوع» في مارس 2018 منصّة خدماتٍ تجريبيّة خاصة به مكوّنة من المجموعة الأشمل من أدوات المعالجة الطبيعية للغة العربية للمطورين (ai.mawdoo3.com)، ومن الجدير ذكره أن مكتبة المطوِّر المعتمد على واجهة برمجة التطبيقات (API) في موقع موضوع أظهرت دقةً في معظم مهام المعالجة الطبيعية للغة العربية (NLP) بما في ذلك: النطق التلقائي، وتمييز أسماء أي كينونة في النص (بالإنجليزية: named entity recognition)‏، وتحديد جميع الكلمات والضمائر التي تعود إلى ذات الكينونة في النص (بالإنجليزية: coreference resolution)‏، وتحليل المشاعر، وتحويل النص العربي المكتوب إلى مقروء.
صُمّمت مجموعة موضوع لأدوات المعالجة الطبيعية للغة العربية (NLP) لتعمل كمكوّناتٍ لبناء مساعد رقمي لموقع موضوع الذي يُطلق عليه اسم «سلمى» والذي يجيب على التساؤلات في منصة موضوع، ومن المقرّر أيضا أن يتم توفير «سلمى» كخدمة واجهة صوت عربية للمؤسسات في القطاعات المختلفة مثل: السفر، والسيارات، والاتصالات، والإلكترونيات.

## طريقة عملها
تستخدم الموسوعة نظام الويكي لإدارة المحتوى على غرار موسوعة ويكيبيديا، إلا أنَّ موسوعة موضوع تتَّخذ طريقةً مختلفةً في كتابة المقالات وتحميلها، فهناك مئات الكتّاب مِن خبراء ومساهمين مدفوع لهم، والذين يكتبون في مواضيع مختلفة بين الفنّ والدِّين والصحّة والتغذية والتَّسلية، وبعد تسلّم المقالات، يتمّ فحصها وتدقيقها من قِبل 20 موظفًا يعملون بدوامٍ كامل، أو من قبل أحد المختصّين من خارج الشركة، فمثلاً المقالات الطبيّة يتم تدقيقها عن طريق عرضها على مختصين وأطباء، ليقوموا بالتحقّق من دقّة المحتوى قبل نشره على الإنترنت. يتم نشر المقالات لاحقًا تحت رخصة «جميع الحقوق محفوظة».

## إحصائيات

### الزوّار
بحسب موقع أليكسا، فإنّ توزيع الزوّار العرب لموقع موضوع هو كالآتي (يونيو 2019):
| الدولة   | النسبة من إجمالي الزوّار |
| -------- | ----------------------- |
| مصر      | 20.2%                   |
| السعودية | 13.3%                   |
| الجزائر  | 14.5%                   |
| السودان  | 6.5%                    |

## وصلات خارجية
- الموقع الرسمي